# Ernobius mollis
Ernobius mollis és una espècie de coleòpter de la família dels ptínids (corcs de la fusta) originari del nord d'Europa. A Catalunya és considerat com una espècie introduïda i relativament rara. Es nodreix de l'escorça dels pins i molt superficialment de l'albeca, i no pot sobreviure quan no hi ha un mínim d'escorça. Econòmicament, és poc nociu, ja que no fa gaire malbé a la fusta treballada.